# ديف هيلتون (لاعب اتحاد الرغبي)
ديف هيلتون (بالإنجليزية: Dave Hilton)‏ هو لاعب اتحاد الرغبي بريطاني، ولد في 3 أبريل 1970 في برستل في المملكة المتحدة.

## وصلات خارجية
- ديف هيلتون عل موقع إسبنسكروم (الإنجليزية)
- ديف هيلتون على موقع ItsRugby.co.uk (الإنجليزية)